# توم أديسون
توم أديسون (بالإنجليزية: Tom Addison)‏؛ (مواليد 12 أبريل 1936 - الوفاة 14 يونيو 2011) هو لاعب كرة قدم أمريكي.

## وصلات خارجية
- توم أديسون على موقع مرجع كرة القدم المحترفة.كوم (الإنجليزية)